# Paktongius distinctus
Paktongius distinctus – gatunek kosarza z podrzędu Laniatores i rodziny Assamiidae. Jedyny znany przedstawiciel monotypowego rodzaju Paktongius.

## Występowanie
Gatunek występuje w Tajlandii.